# Giro d'Italia 1978
Il Giro d'Italia 1978, sessantunesima edizione della "Corsa Rosa", si svolse in venti tappe precedute da un cronoprologo iniziale dal 7 maggio al 28 maggio 1978, per un percorso totale di 3 628 km. Fu vinto dal belga Johan De Muynck.
Ultimo Giro per Felice Gimondi. Venne trasmesso dalla Rai Rete 2 e in radio da Rai Radio1, e fu la prima edizione della corsa a essere ripresa a colori dalla Rai. 

## Regolamento

### Maglie e classifiche
il regolamento quell'anno prevedeva 4 maglie: la maglia rosa (come sempre per il migliore in classifica), la maglia ciclamino (leader della classifica a punti), la maglia verde (leader della classifica scalatori), e la  maglia bianca, che premiava il miglior giovane.

### Abbuoni
Il regolamento di quell'edizione non prevedeva alcun tipo di abbuoni.

## Tappe
| Tappa  | Data      | Percorso                               | km    | Vincitore di tappa       | Leader cl. generale |
| ------ | --------- | -------------------------------------- | ----- | ------------------------ | ------------------- |
| prol.  | 7 maggio  | Saint-Vincent (cron. individuale)      | 2     | Dietrich Thurau          | -                   |
| 1ª     | 8 maggio  | Saint-Vincent > Novi Ligure            | 175   | Rik Van Linden           | Rik Van Linden      |
| 2ª     | 9 maggio  | Novi Ligure > La Spezia                | 195   | Giuseppe Saronni         | Rik Van Linden      |
| 3ª     | 10 maggio | La Spezia > Càscina                    | 183   | Johan De Muynck          | Johan De Muynck     |
| 4ª     | 11 maggio | Larciano > Pistoia (cron. individuale) | 25    | Dietrich Thurau          | Johan De Muynck     |
| 5ª     | 12 maggio | Prato > Cattolica                      | 200   | Rik Van Linden           | Johan De Muynck     |
| 6ª     | 13 maggio | Cattolica > Silvi Marina               | 218   | Rik Van Linden           | Johan De Muynck     |
| 7ª     | 14 maggio | Silvi Marina > Benevento               | 242   | Giuseppe Saronni         | Johan De Muynck     |
| 8ª     | 15 maggio | Benevento > Ravello                    | 175   | Giuseppe Saronni         | Johan De Muynck     |
| 9ª     | 16 maggio | Amalfi > Latina                        | 248   | Enrico Paolini           | Johan De Muynck     |
| 10ª    | 17 maggio | Latina > Lago di Piediluco             | 220   | Giuseppe Martinelli      | Johan De Muynck     |
| 11ª-1ª | 18 maggio | Terni > Assisi                         | 74    | Bruno Zanoni             | Johan De Muynck     |
| 11ª-2ª | 18 maggio | Assisi > Siena                         | 145   | Francesco Moser          | Johan De Muynck     |
| 12ª    | 19 maggio | Poggibonsi > Monte Trebbio             | 204   | Giancarlo Bellini        | Johan De Muynck     |
| 13ª    | 20 maggio | Modigliana > Padova                    | 183   | Francesco Moser          | Johan De Muynck     |
| 14ª    | 21 maggio | Venezia > Venezia (cron. individuale)  | 12    | Francesco Moser          | Johan De Muynck     |
|        | 22 maggio | giorno di riposo                       |       |                          |                     |
| 15ª    | 23 maggio | Treviso > Canazei                      | 234   | Gianbattista Baronchelli | Johan De Muynck     |
| 16ª    | 24 maggio | Mazzin > Cavalese (cron. individuale)  | 48    | Francesco Moser          | Johan De Muynck     |
| 17ª    | 25 maggio | Cavalese > Monte Bondone               | 205   | Wladimiro Panizza        | Johan De Muynck     |
| 18ª    | 26 maggio | Mezzolombardo > Sarezzo                | 245   | Giuseppe Perletto        | Johan De Muynck     |
| 19ª    | 27 maggio | Brescia > Inverigo                     | 175   | Vittorio Algeri          | Johan De Muynck     |
| 20ª    | 28 maggio | Inverigo > Milano                      | 220   | Pierino Gavazzi          | Johan De Muynck     |
| Totale | Totale    | Totale                                 | 3 628 |                          |                     |

## Squadre e corridori partecipanti
| N.    | Cod. | Squadra                    |
| ----- | ---- | -------------------------- |
| 1-10  | BIA  | Bianchi-Faema              |
| 11-20 | FIO  | Fiorella Mocassini-Citroën |
| 21-30 | GIS  | Gis Gelati                 |
| 31-40 | ISB  | Ijsboerke-Gios             |
| 41-50 | INT  | Intercontinentale Assic.   |
| 51-60 | MAG  | Magniflex-Torpado          |
| 61-70 | MEC  | Mecap-Selle Italia         |

| N.      | Cod. | Squadra              |
| ------- | ---- | -------------------- |
| 71-80   | SAN  | Sanson-Columbus      |
| 81-90   | SCI  | Scic                 |
| 91-100  | INO  | Selle Royal-Inoxpran |
| 101-110 | TEK  | Teka                 |
| 111-120 | VIB  | Vibor                |
| 121-130 | ZON  | Zonca-Santini        |

## Classifiche finali

### Classifica generale - Maglia rosa
| Pos. | Corridore                | Squadra     | Tempo      |
| ---- | ------------------------ | ----------- | ---------- |
| 1    | Johan De Muynck          | Bianchi     | 101h31'22" |
| 2    | Gianbattista Baronchelli | Scic        | a 59"      |
| 3    | Francesco Moser          | Sanson      | a 2'19"    |
| 4    | Wladimiro Panizza        | Vibor       | a 7'57"    |
| 5    | Giuseppe Saronni         | Scic        | a 8'19"    |
| 6    | Ronny De Witte           | Sanson      | a 8'24"    |
| 7    | Alfio Vandi              | Magniflex   | a 9'04"    |
| 8    | Claudio Bortolotto       | Sanson      | a 9'25"    |
| 9    | Bernt Johansson          | Fiorella M. | a 12'36"   |
| 10   | Ueli Sutter              | Zonca       | a 12'38"   |

### Classifica a punti - Maglia ciclamino
| Pos. | Corridore                | Squadra | Punti |
| ---- | ------------------------ | ------- | ----- |
| 1    | Francesco Moser          | Sanson  | 231   |
| 2    | Giuseppe Saronni         | Scic    | 201   |
| 3    | Gianbattista Baronchelli | Scic    | 134   |
| 4    | Pierino Gavazzi          | Zonca   | 132   |
| 5    | Johan De Muynck          | Bianchi | 110   |

### Classifica scalatori - Maglia verde
| Pos. | Corridore                | Squadra | Punti |
| ---- | ------------------------ | ------- | ----- |
| 1    | Ueli Sutter              | Zonca   | 830   |
| 2    | Gianbattista Baronchelli | Scic    | 520   |
| 3    | Claudio Bortolotto       | Sanson  | 345   |
| 3    | Pedro Torres             | Teka    | 345   |
| 5    | Johan De Muynck          | Bianchi | 290   |

### Classifica giovani - Maglia bianca
| Pos. | Corridore           | Squadra      | Tempo      |
| ---- | ------------------- | ------------ | ---------- |
| 1    | Roberto Visentini   | Vibor        | 101h50'17" |
| 2    | Giancarlo Casiraghi | Intercontin. | a 41'33"   |
| 3    | Ennio Vanotti       | Zonca        | a 54'39"   |
| 3    | Claudio Corti       | Zonca        | a 1h05'20" |
| 5    | Vincenzo De Caro    | Mecap        | a 1h19'15" |